# Phiomia
Phiomia — це вимерлий рід базальних хоботних, який жив на території сучасної Північної Африки в період пізнього еоцену до раннього олігоцену приблизно 37–30 мільйонів років тому.

## Опис
Phiomia serridens (=P. wintoni, P. osborni, P. minor) за оцінками, мала висоту в плечах 134,5 сантиметрів, тоді як P. major отримав більший розмір. Він трохи нагадував сучасного слона, хоча, судячи з форми його носових кісток, мав лише дуже короткий хобот. Він мав короткі бивні на верхній щелепі, а також короткі лопатоподібні бивні на нижній щелепі, які, швидше за все, використовувалися для збирання їжі. Вони були подібні до міоценових Platybelodon, Archaeobelodon, Amebelodon, але значно менші. Бивні у верхній щелепі, можливо, використовувалися для захисту.

## Галерея

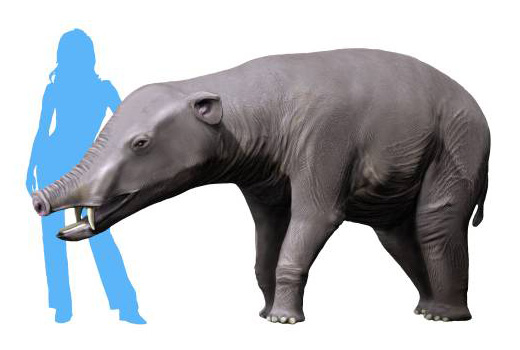
Реконструкція Phiomia serridens
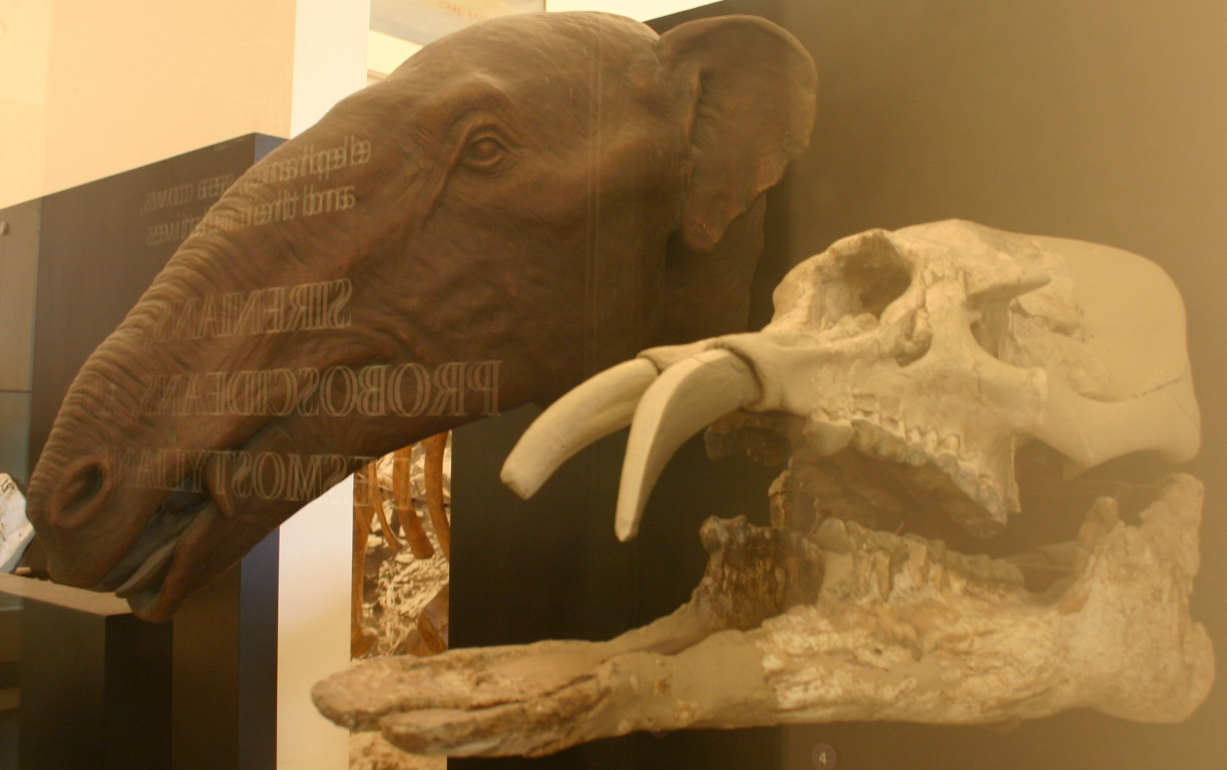
череп і модель Phiomia serridens